# Pseudotristria isabelleae
Pseudotristria isabelleae är en insektsart som beskrevs av Johnsen 1986. Pseudotristria isabelleae ingår i släktet Pseudotristria och familjen gräshoppor. Inga underarter finns listade i Catalogue of Life.